# Lasauvage
Lasauvage (en luxemburgués: Zowaasch) és una vila de la comuna de Differdange del districte de Luxemburg al cantó d'Esch-sur-Alzette. Està a uns 23 km de distància de la Ciutat de Luxemburg.

## Geografia e història
Lasauvage està envoltat per territori francès fronterer, excepte l'est. Limita al sud i tot el costat occidental amb un afluent del Moulaine. És un antic poble miner, situat a un entorn forestal. Moltes de les propietats més petites han estat els habitatges dels treballadors que es van mantenir quasi intactes i també s'han restaurat amb bon gust, el magatzem dels miners s'ha convertit en una escola.